# 1986 Плаут
1986 Плаут (1986 Plaut) — астероїд головного поясу, відкритий 28 вересня 1935 року.
Тіссеранів параметр щодо Юпітера — 3,191.